# Aletopelta coombsi
Aletopelta coombsi (gr. "andante protegido Walter P. Coombs, Jr") es la única especie conocida del género extinto Aletopelta de dinosaurio tireóforo anquilosáurido, que vivió a finales del período Cretácico, hace aproximadamente 83 millones de años, en el Campaniense, en lo que hoy es Norteamérica.

## Descripción

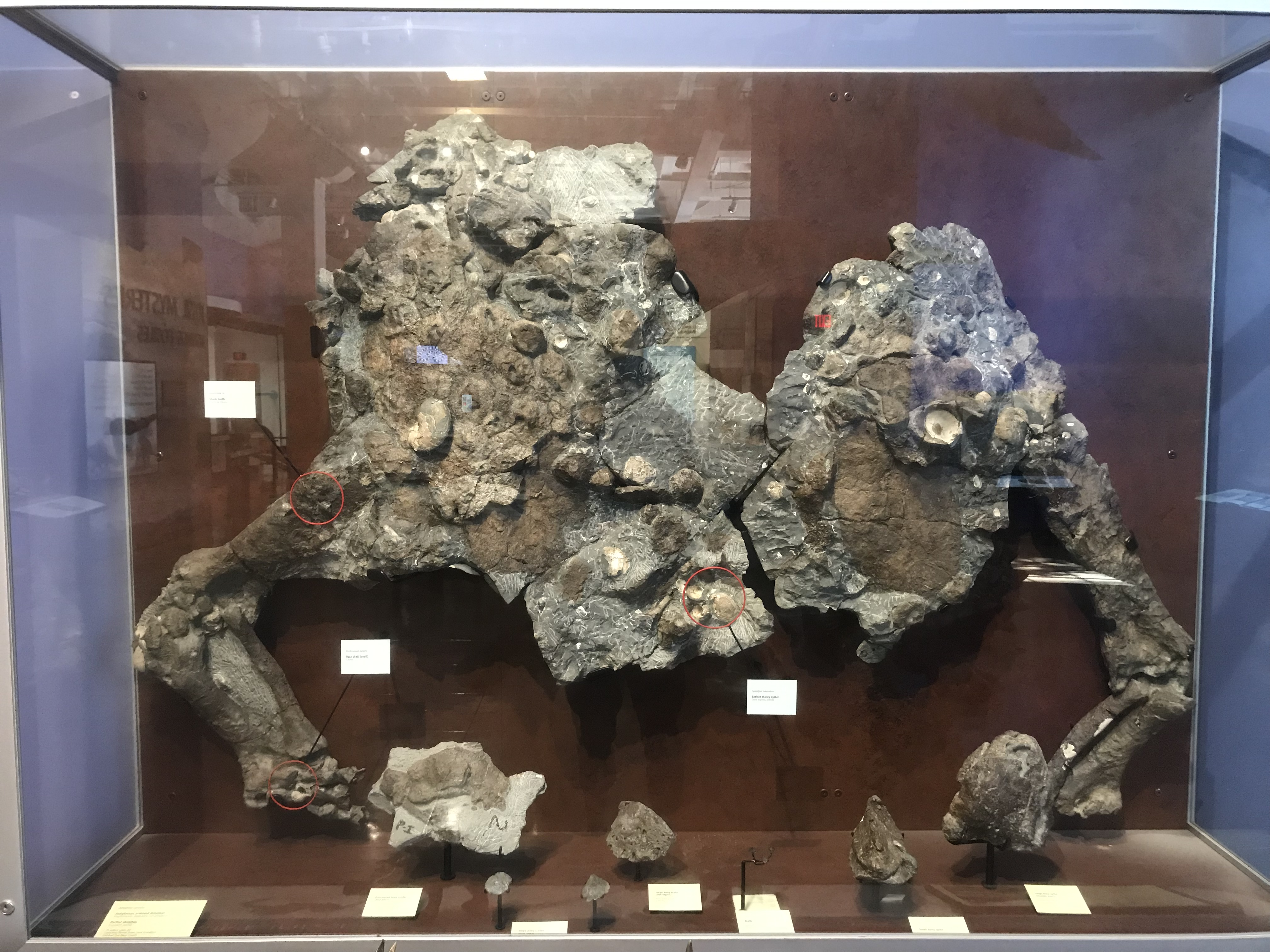
Fósil holotipo.

El aletopelta es un anquilosáurido de tamaño medio, que llegó a medir 6 metros de largo y 1,2 de alto con un peso estimado de 500 kilogramos. En 2010, Gregory S. Paul estimó el largo en 5 metros con un peso de 2 toneladas. El holotipo, SDNHM 33909, consta de un fémur que es mucho más largo que la tibia y la ulna y tenía 3 metatarsianos. La armadura consiste en espinas y escudos en los hombros, a los lados placas bajas con forma de quilla y un mosaico de pequeños osículos de forma poligonal a la altura de la cadera.

## Descubrimiento e investigación
Descubierto en 1987, el primer reporte fue hecho en 1996 por Coombs y Demere que hablaron de un nodosáurido indeterminado. Los restos que se encontraron fueron 8 dientes, fémur, tibia, ulna, partes de la escápula, húmero vértebras, costillas y la armadura de la cintura pélvica, además de 60 partes dispersas. Los sedimentos pertenecen a la Formación Point Loma, en California, Estados Unidos, es el primer dinosaurio de este estado. Estos pertenecen a un estrato marino. El nombre del género fue propuesto por Ben Creisler, debido a que la península Ranges Terrane pertenece a una placa tectónica que se encontraba a la altura de México central en el Campaniano y viajó hacia el norte para colisionar con la placa californiana. La especie se nombra en honor al paleontólogo Walter P. Coombs, Jr que trabaja con anquilosáuridos por muchos años. Recién en el 2001 Kirkland y Ford realizaron una descripción formal.

## Clasificación
Aletopelta es colocado por Kirkland y Ford dentro de la familia Ankylosauridae y no en Nodosauridae como en los primeros informes, debido al arreglo particular de la armadura. Al parecer el animal murió flotando mar adentro convirtiéndose en un pequeño arrecife flotante, hasta que se hundió. Debido a lo dañado de los restos del holotipo, es dificultoso determinar los rasgos distintivos. En 2004, Matthew Vickaryous et al. consideraron a Aletopelta como dudoso.